# Ceresium raripilum
Ceresium raripilum là một loài bọ cánh cứng trong họ Cerambycidae.